# Абэ, Ютака
Ютака Абэ (яп. 阿部豊 Абэ Ютака); 2 февраля 1895 года, префектура Мияги, Япония — 3 января 1977 года, Киото, Япония) — японский кинорежиссёр и актёр, один из пионеров японской кинематографии, начинавший свою кинокарьеру в Голливуде.

## Биография
Ютака Абэ, родившийся в крестьянской семье в префектуре Мияги, вместе со своим младшим братом в 1912 году уехал в Америку посетить дядю, жившего в Лос-Анджелесе. Там он поступил в актёрскую школу. Однажды, узнав, что Томас Харпер Инс ищет статистов-японцев для работы над фильмом снятом на японском материале, Ютака подал заявление и был принят на работу в киногруппу Инса в 1914 году. После своего дебюта в киноленте «Гнев богов» (1914), в котором главную роль сыграл уже известный в Голливуде японец Сэссю Хаякава, он становится секретарём и помощником знаменитого соотечественника. В числе первых его работ в кино была роль слуги героя Сэссю Хаякавы в популярной криминальной драме Сесила Б. ДеМилля «Обман» (1915). Для работы в Голливуде Ютака Абэ воспользуется псевдонимом Джек Аббе, под которым снимется в фильмах таких известных голливудских режиссёров, как Фрэнк Борзэги, Фрэнк Ллойд, Роулэнд В. Ли и др.
Вернувшись в 1925 году на родину, Абэ в поисках работы приходит на студию «Никкацу», где в тот же год дебютирует в кинорежиссуре. Среди его ранних работ наибольшую известность получили ленты, построенные на детективном сюжете: «Русалка на берегу», «Женщина, коснувшаяся ног» (оба — 1926), «Пять женщин, которые его окружают» (1927). Эти киноленты, как и многие из его ранних работ, в настоящее время считаются утерянными.
До и во время Второй мировой войны Абэ снял ряд националистических пропагандистских фильмов, включая «Пылающее небо» (1940) и «Стреляйте в этот флаг» (1944), но в эти же годы поставил один из самых значительных своих фильмов «Дети солнца» (1938).
С конца 1930-х годов Ютака Абэ покинув компанию «Никкацу», переходит в «Тохо», а затем в конце 1940-х в «СинТохо». В 1950-е будет снимать фильмы для кинокомпании «Дайэй», в конце своей карьеры вернётся в «Никкацу».
После войны Абэ экранизировал роман Дзюнъитиро Танидзаки «Мелкий снег» (1950), фильм, имевший успех в коммерческом прокате. Его более поздние фильмы включают в себя сатирическую комедию 1959 года «Сезон дел» (Uwaki no kisetsu).
Ютака Абэ умер в 1977 году на восемьдесят втором году жизни от сердечной недостаточности.

## Премии и номинации
Премия журнала «Кинэма Дзюмпо» (1927)
- Премия за лучший фильм 1926 года («Женщина, коснувшаяся ног»)

7-й Венецианский кинофестиваль (1939)
- Номинация на «Кубок Муссолини» (фильм «Дети солнца», 1938)

## Избранная фильмография

### Актёрские работы в Голливуде
- 1914 — «Гнев богов», The Wrath of the Gods, реж. Реджинальд Баркер
- 1915 — «Обман», The Cheat, реж. Сесил Б. ДеМилль
- 1918 — «Её американский муж», Her American Husband, реж. Э. Мэйсон Хоппер
- 1918 — «Кого винить?», Who Is to Blame?, реж. Фрэнк Борзэги
- 1918 — «Мистические лица», Mystic Faces, реж. Э. Мэйсон Хоппер
- 1919 — «Языческий бог», The Pagan God, реж. Парк Фрэйм
- 1919 — The Tong Man, реж. Уильям Уортингтон
- 1920 — «Ивовое дерево», The Willow Tree, реж. Генри Отто
- 1921 — «История двух миров», A Tale of Two Worlds, реж. Фрэнк Ллойд — Коити
- 1921 — «Цветок лотоса», Lotus Blossom, реж. Фрэнсис Дж. Грэндон, Джеймс Б. Леонг
- 1921 — What Ho, the Cook, реж. Роулэнд В. Ли

### Режиссёрские работы в Японии
- 1926 — «Русалка на берегу» / 陸の人魚 / Riku no ningyo
- 1926 — «Киоко и Сидзуко» / 京子と倭文子 / Kyoko to Shizuko
- 1926 — «Женщина, коснувшаяся ног» / 足にさはつた女 / Ashi ni sawatta onna — премия журнала «Кинэма Дзюмпо» за лучший фильм (1927)
- 1926 — «Новые японские острова» / 新日本島　前後篇 / Shin Nihontou: zen-kouhen
- 1927 — «Пять женщин, которые его окружают» / 彼を繞る五人の女 / Kare wo meguru gonin no onna
- 1928 — «Мать Идзуко» / 母いづこ / Haha Izuko
- 1929 — «Цветок понцируса» / からたちの花 / Karatachi no hana
- 1930 — «"Никкацу" на параде» / 日活オンパレード / Nikkatsu on Parade (к/м)
- 1932 — «Небесный причал» / 天国 の 波止場 / Tengoku no hatoba
- 1932 — «Современная Библия» / もだん聖書 / Modan hakusho
- 1933 — «---» / 須磨の仇浪 / Suma no adanami
- 1934 — «Развод» / 多情仏心 / Tajô bûsshîn
- 1938 — «Дети солнца» / 太陽の子 / Taiyo no ko — номинация на «Кубок Муссолини» на МКФ в Венеции (1939)
- 1939 — «---» / 女の教室・学校の巻 七つの俤 / Onna no kyôshitsu — Gakkô no maki: Nanatsu no omokage
- 1939 — «---» / 女の教室 中・後篇 / Onna no kyôshitsu — Chû-kôhen
- 1940 — «Пылающее небо» / 燃ゆる大空 / Moyuru ôzora
- 1942 — «Букет с южных морей» / 南海の花束 / Nankai no hanataba
- 1944 — «Стреляйте в этот флаг» / あの旗を撃て / Ano hata o ute
- 1944 — «Рассвет свободы» / The Dawn of Freedom — пр-во Филиппины, сорежиссёр — Герардо де Леон
- 1947 — «Любовь и звёзды» / 愛よ星と共に / Ai yo hoshi to tomo ni
- 1949 — «Метеор» / 流星 / Ryusei
- 1949 — «Лицо в большом городе» / 大都会の顔 / Daitokai no kao
- 1950 — «Мелкий снег» / 細雪 / Sasameyuki
- 1952 — «Небесная клятва» / 大空の誓い / Ōzora no chikai
- 1953 — «Замок во имя женщины» / 女といふ城 / Onna to iu shiro (фильм в двух частях)
- 1953 — «Линкор Ямато» / 戦艦大和 / Senkan Yamato
- 1954 — «Японию не победить» / 日本敗れず / Nihon yaburezu
- 1958 — «Канал» / 運河 / Unga
- 1958 — «Пустынная Гиндза» / 銀座の砂漠 / Ginza no sabaku
- 1958 — «Ветер в Осаке» / 大阪の風 / Osaka no kaze
- 1959 — «Сезон афер» / 浮気の季節 / Uwaki no kisetsu
- 1961 — «История большого успеха» / 大出世物語 / Daishusse monogatari